# Dolichopus theodori
Dolichopus theodori är en tvåvingeart som beskrevs av Henk J.G. Meuffels och Patrick Grootaert 1999. Dolichopus theodori ingår i släktet Dolichopus och familjen styltflugor. Inga underarter finns listade i Catalogue of Life.